# کارکسی-نویا
کارکسی-نویا (به استونیایی: Karksi-Nuia) یکی از شهرک‌های کشور استونی است.
این شهرک در سال ۲۰۱۱ میلادی ۱٬۵۷۳ نفر جمعیت داشته است.

## نگارخانه

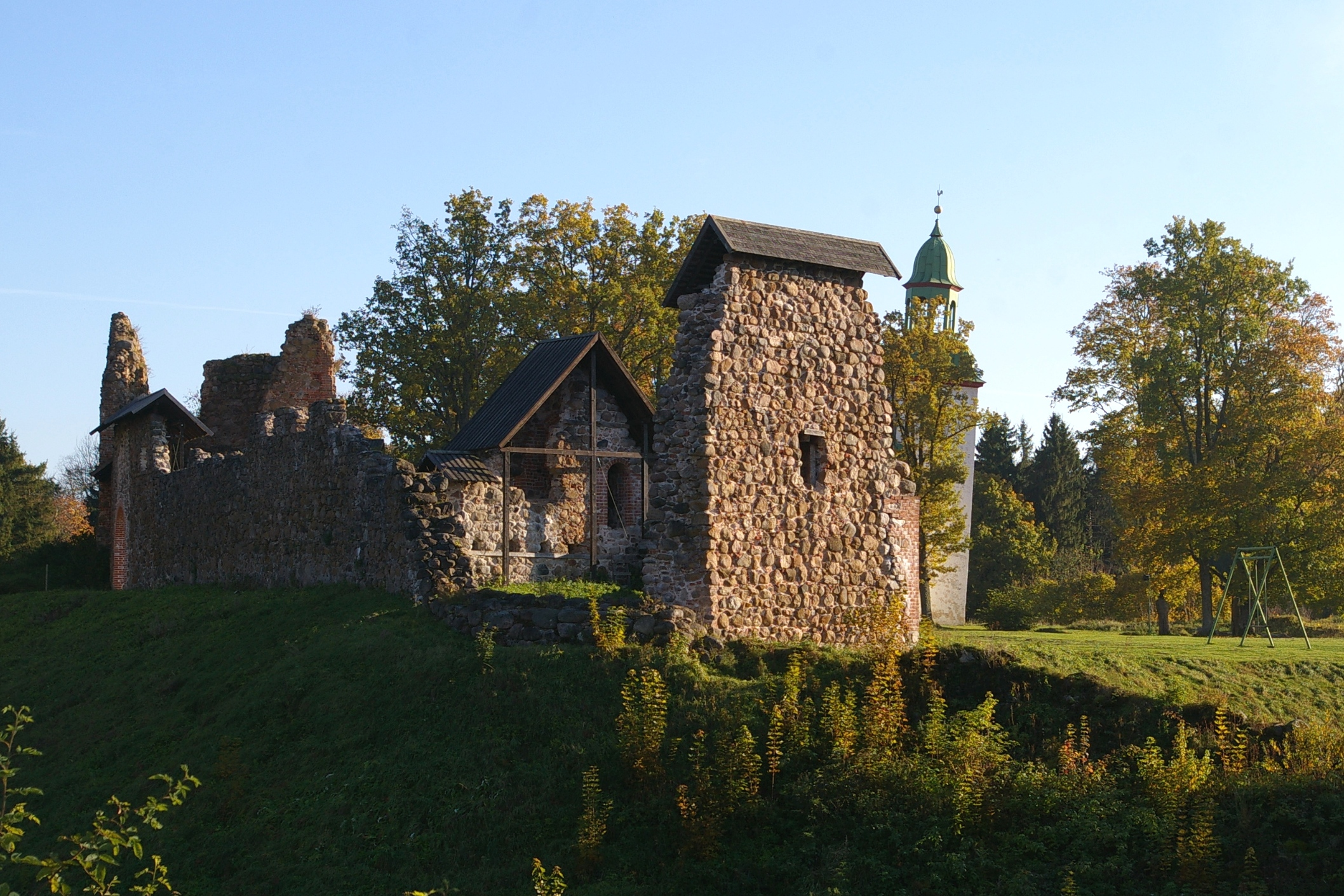
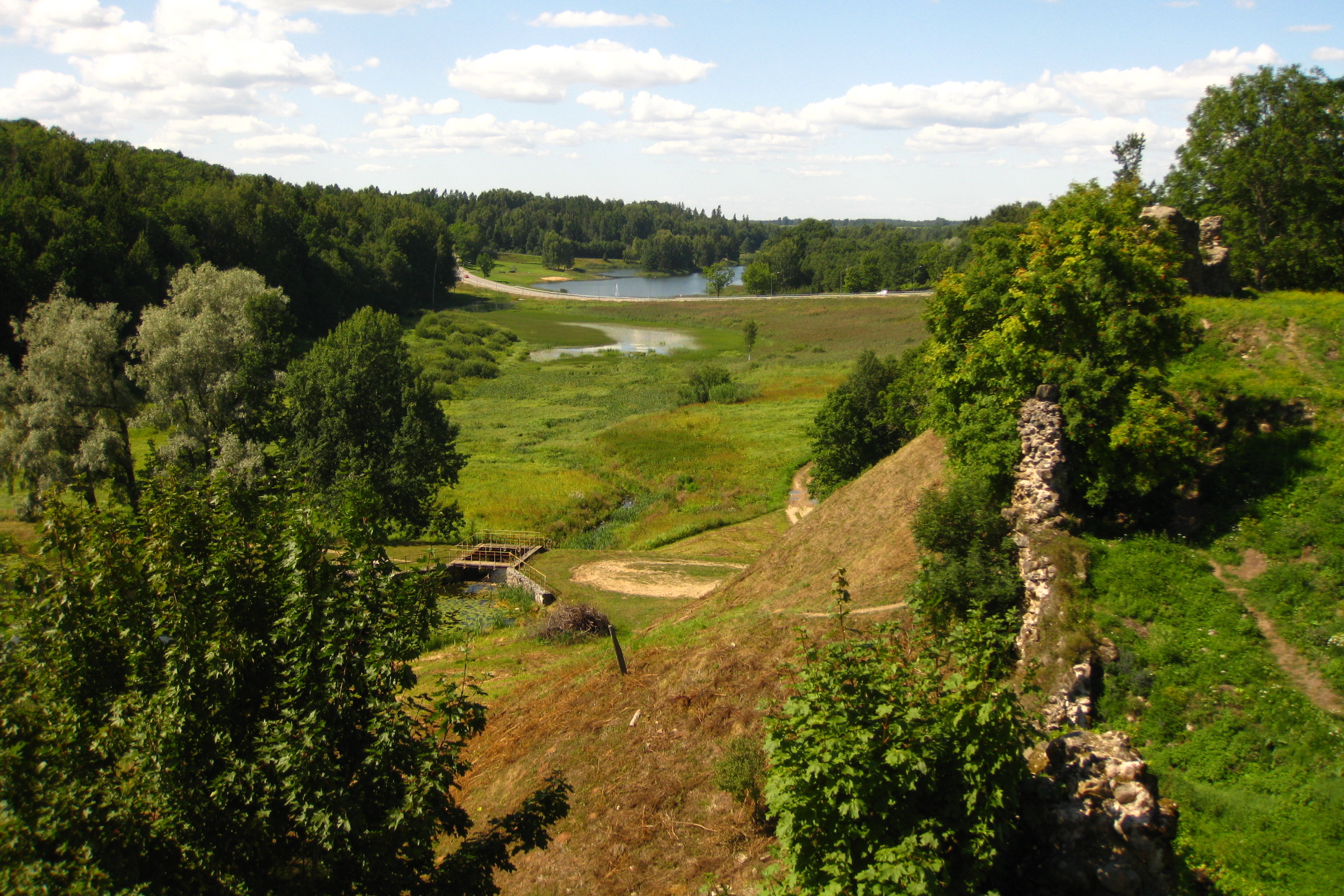
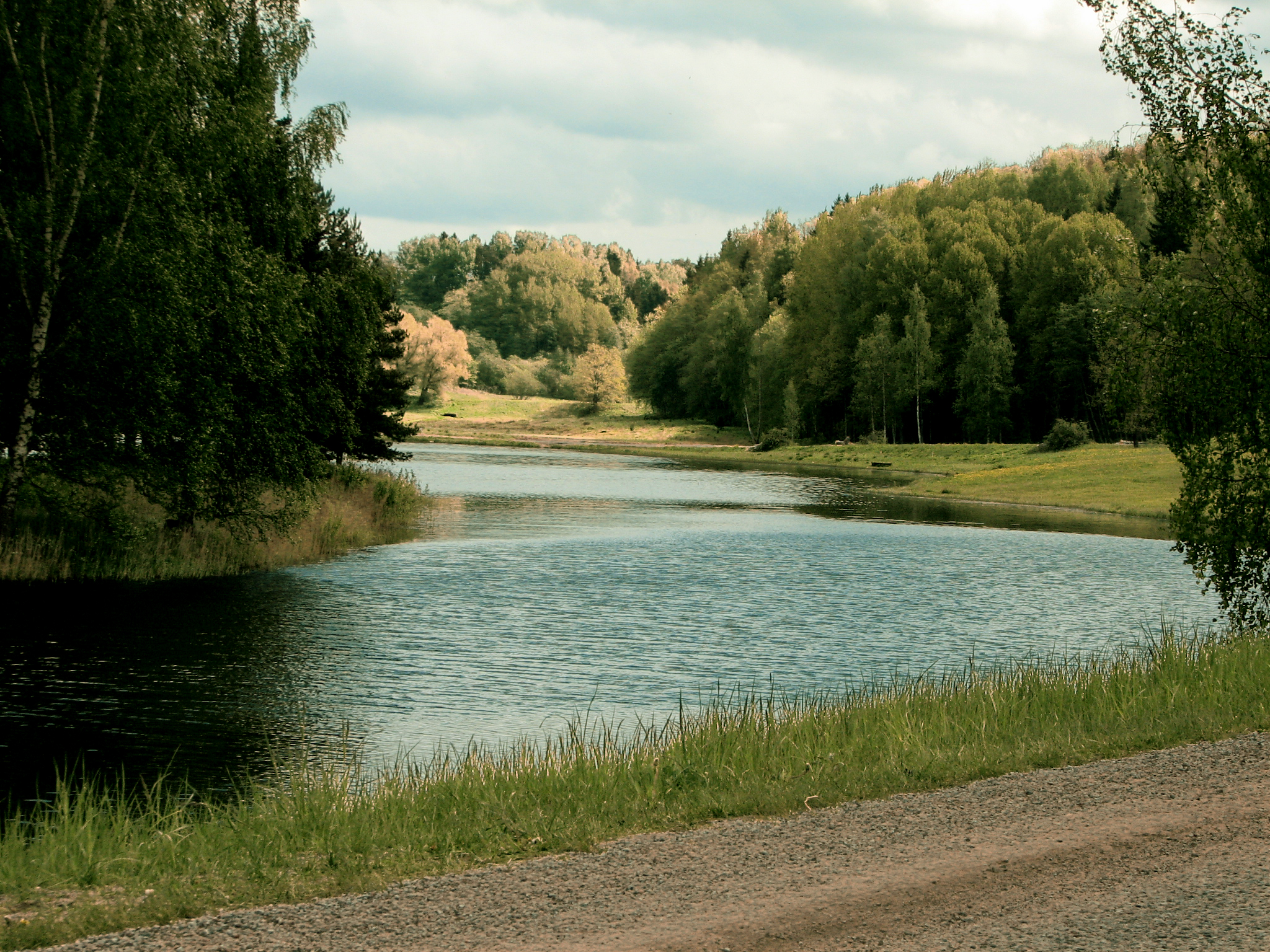
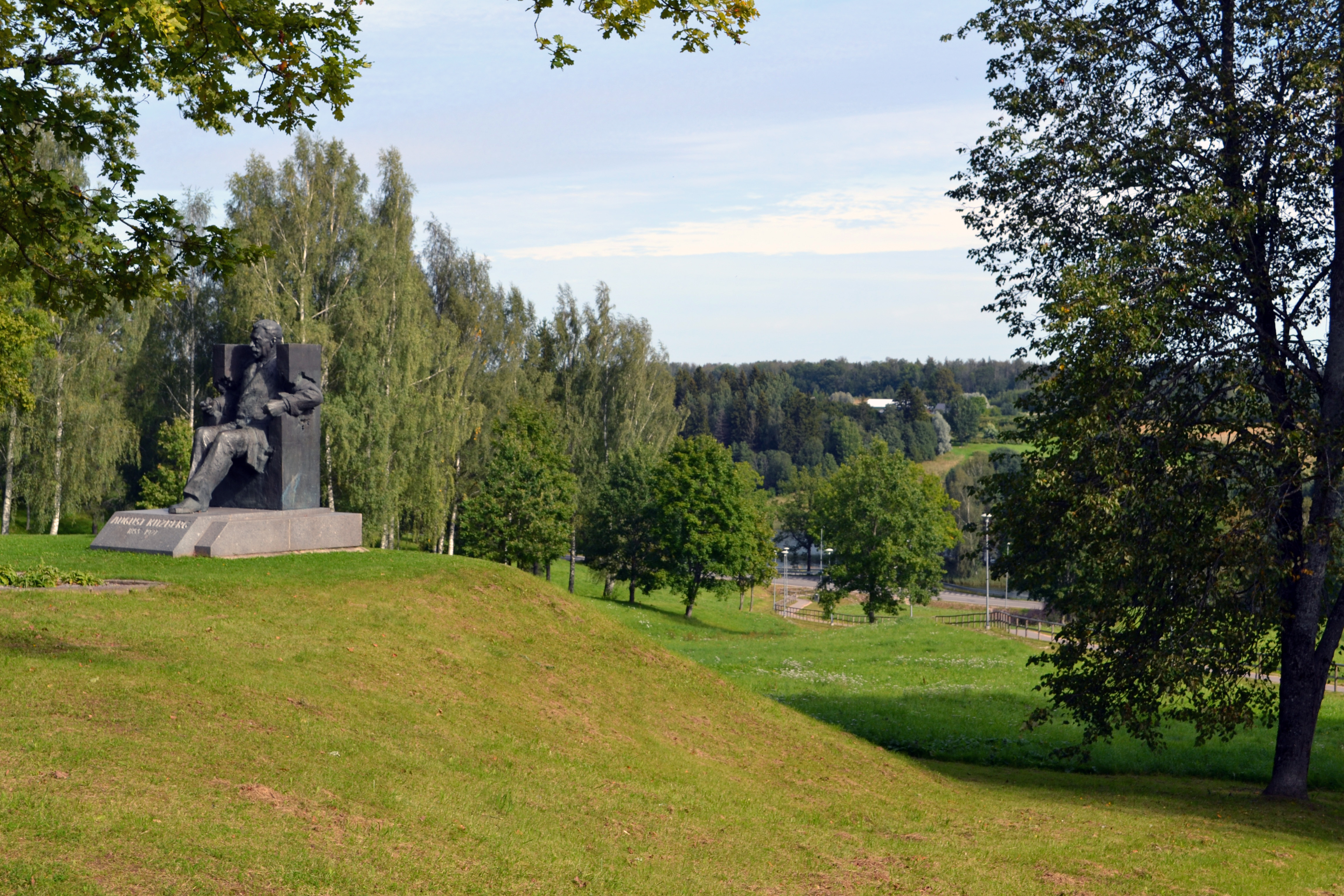
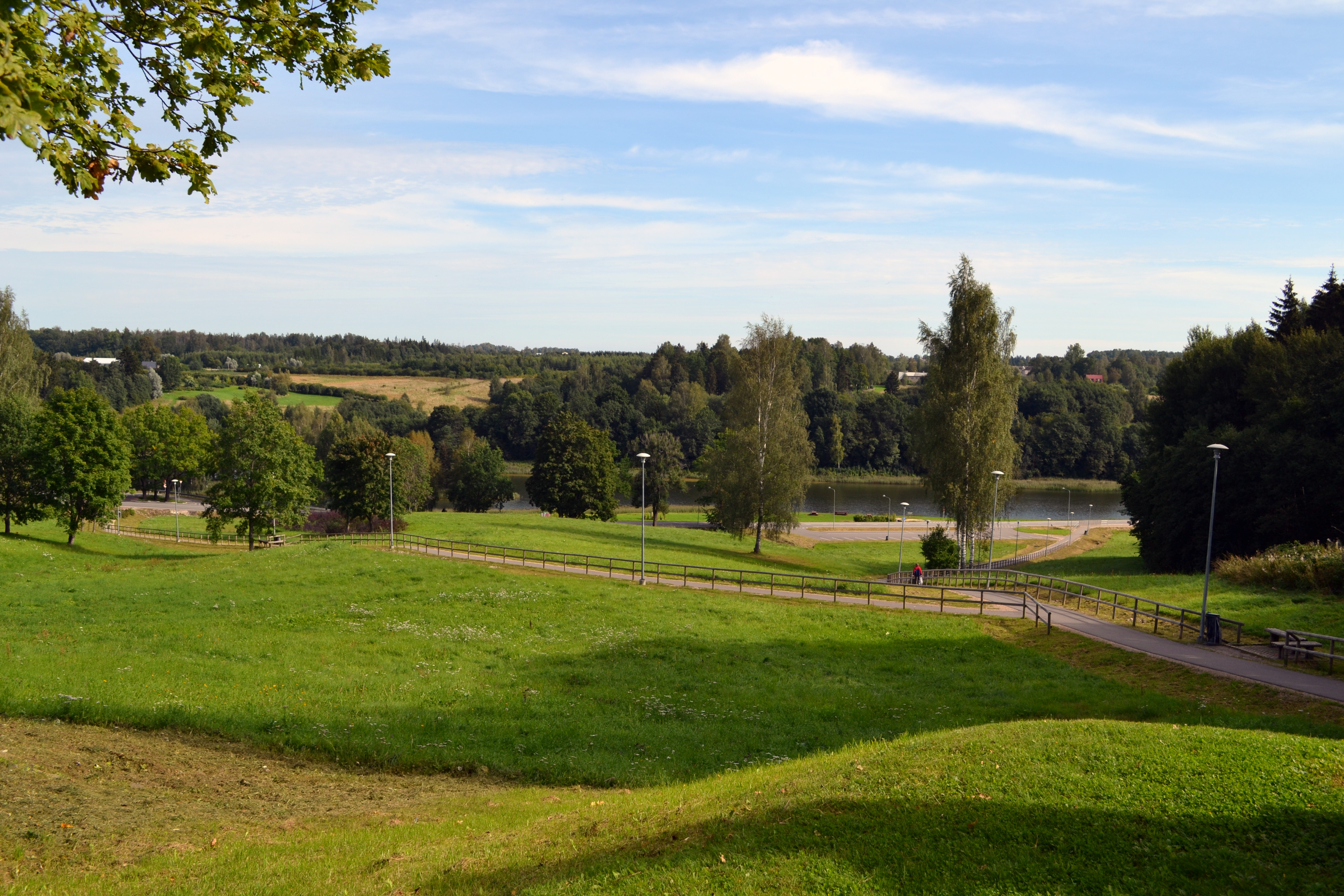
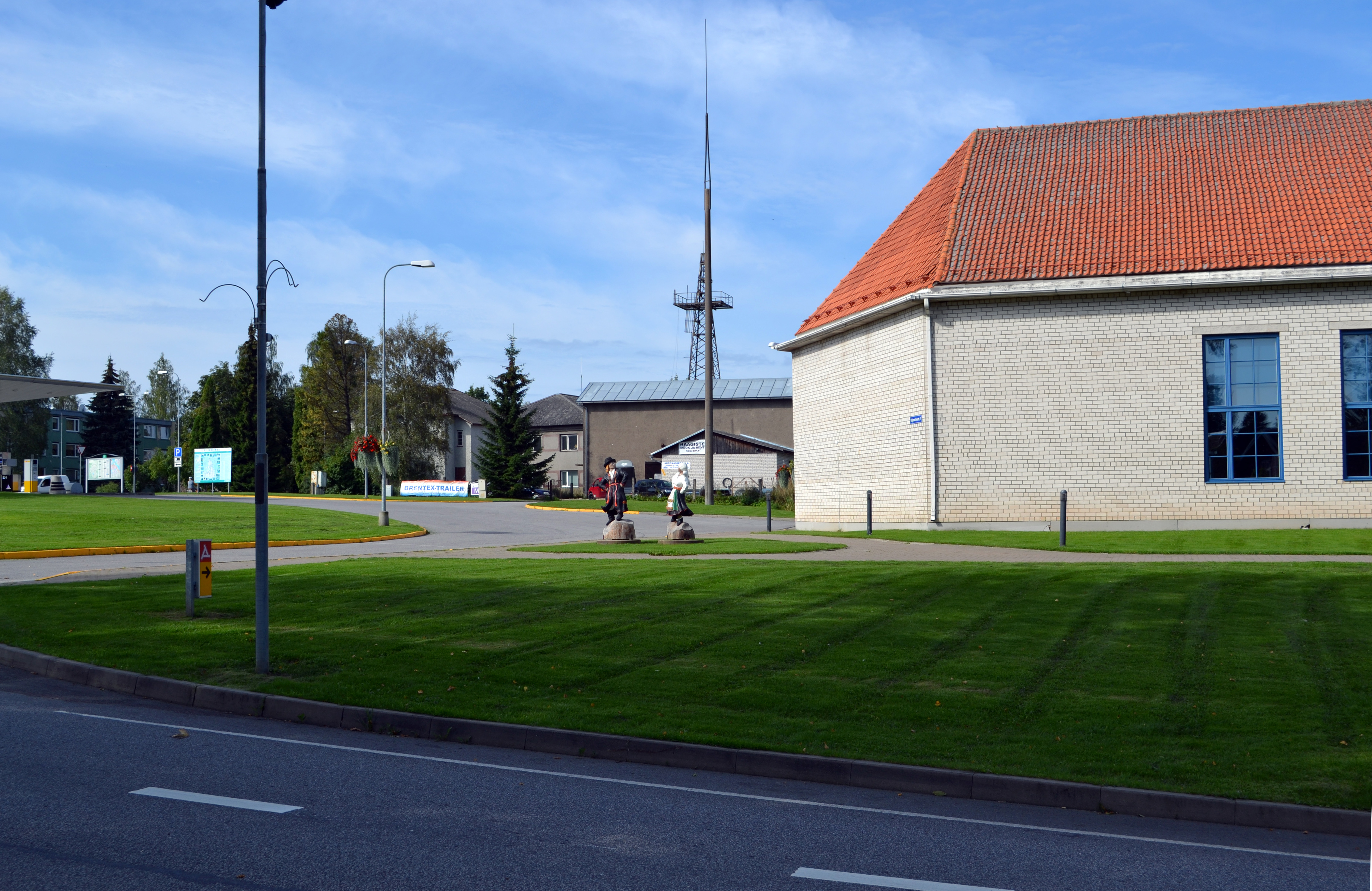